# Arhopala straatmanni
Arhopala straatmanni är en fjärilsart som beskrevs av Engbert Jan Nieuwenhuis 1969. Arhopala straatmanni ingår i släktet Arhopala och familjen juvelvingar. Inga underarter finns listade i Catalogue of Life.